# Lliga Comunitat Sur
La Lliga Comunitat Sur FFCV es un grupo de la Lliga Comunitat, el sexto nivel de competición de la liga española de fútbol en la Comunidad Valenciana desde la temporada 2023-24 que sustituyó a la Regional Preferente, ahora renombrada como Primera FFCV, como máxima categoría regional por debajo de la Tercera Federación. Su organización corre a cargo de la Federación de Fútbol de la Comunidad Valenciana (FFCV), fundada en 1909.

## Sistema de competición
La liga consta de 16 clubes distribuidos por proximidad geográfica, el campeón del grupo subirá directamente de categoría mientras que el segundo y tercer clasificado del grupo jugará la fase de ascenso a la Tercera Federación y el ganador de esta fase de ascenso subirá de categoría.
Descienden a la Lliga Primera FFCV los tres últimos clasificados del grupo
.

## Clubes participantes 2023-24
La Liga Comunitat Sur 2023-24 fue disputada por los siguientes equipos: